# Czynnikowa teoria osobowości
Czynnikowa teoria osobowości Raymonda Cattella (Teoria cech indywidualnych) – jedna z najbardziej rozwiniętych, empirycznych teorii osobowości, tzw. teoria cech bazująca na analizie czynnikowej. 
Teoria osobowości Cattella rozpatruje osobowość w szerokiej perspektywie, posługując się metodami statystycznymi do ustalenia dużej liczby konstruktów, które są powiązane operacyjnie z danymi. System konstruktów teoretycznych Cattella należy do najbardziej złożonych teorii psychologicznych.
Cecha jest najważniejszym pojęciem tej teorii, inne pojęcia są jej szczególnymi przypadkami. Teoria zakłada, że struktura psychiczna człowieka jest możliwa do opisania i nazwania na podstawie obserwowanego zachowania a dokonuje się tego w celu wyjaśnienia regularności lub spójności pewnych działań podejmowanych przez człowieka.

## Osobowość
Osobowość w teorii Cattela to:
- złożona i zróżnicowana struktura cech
- profil obejmujący wszystkie rodzaje czynników, które mogły wpływać na reakcje człowieka w danym momencie
- wszystko, co sprawia, iż można przewidzieć zachowanie danej osoby w określonej sytuacji
- wiąże się z całym zachowaniem jednostki (znaczenie małych wycinków zachowania może być w pełni zrozumiane tylko wtedy, gdy rozpatruje się je w obszerniejszym kontekście całego funkcjonującego organizmu).

### Wzór opisujący zachowanie
Z = f (S1T1 + S2T2 + S3T3 ...)
gdzie: 
 T to cecha 
 S sytuacja

### Cechy

#### Podział cech napowierzchnioweiźródłowe
- Cechy źródłowe reprezentują podstawowe zmienne, które współdeterminują wielorakie przejawy powierzchniowe. Identyfikuje się je za pomocą analizy czynnikowej (co pozwala określić zmienne czy czynniki będące podstawą powierzchniowego zachowania). Ich wpływy działają u podstaw osobowości odpowiadają rzeczywistym, jednostkowym wpływom (czynnikom fizjologicznym czy temperamentalnym, stopniom integracji dynamicznej, oddziaływaniom instytucji społecznych), o których można będzie dowiedzieć się znacznie więcej, gdy zostaną zdefiniowane. Cechy źródłowe są najbardziej użyteczne przy wyjaśnianiu zachowania, dzielą się na dwie grupy: reprezentujące dziedziczność (konstytucjonalne) i wywodzące się ze środowiska. (nie mogą wynikać i z dziedziczności i ze środowiska.)

- Cechy konstytucjonalne reprezentują dziedziczność, a ich źródło ma charakter fizjologiczny i znajduje się wewnątrz organizmu. Są one wrodzone w pewnej części przypadków, a wynikają z wewnętrznych wpływów.
- Cechy ukształtowane przez środowisko (stany i role) wywodzą się z czynników środowiskowych, są wdrukowane (ang. imprinted) przez coś zewnętrznego względem nich, przejawiają się w postaci czynników i powstają pod wpływem instytucji społecznych i rzeczywistości fizycznej, które składają się na wzorzec kulturowy.

Cechy konstytucjonalne i cechy ukształtowane przez środowisko Cattel podzielił na cechy dynamiczne i cechy zdolnościowe.
- Cechy powierzchniowe to wytwór interakcji cech źródłowych, są mniej stałe niż czynniki, odpowiadają uogólnieniom jakich można dokonać na podstawie zwykłej obserwacji. Są jawne i zewnętrzne, występują łącznie jako wynik połączenia oddziaływania czynników środowiskowych i konstytucjonalnych.

#### Podział cech według form ich przejawiania się
- Cechy dynamiczne (motywacyjne) wiążą się z pobudzaniem jednostki do działania zmierzającego do określonego celu.

- postawy - są obserwowalnym przejawem struktury dynamicznej, na podstawie którego można wnioskować o ergach, sentymentach i wzajemnych relacjach. W określonej sytuacji jest to zainteresowanie o pewnej sile, kierunku działania w odniesieniu do pewnego obiektu. Postawa jest służebna wobec jednego lub większej liczby sentymentów oraz pewnej liczby ergów, może wyrażać erg w sposób bezpośredni.
- ergi - dyspozycje psychofizyczne odpowiadające popędom biologicznym i stanowiące konstytucjonalne, dynamiczne cechy źródłowe, pozwalające uwzględnić znaczenie dziedzicznie zdeterminowanych, ale możliwych do modyfikacji mechanizmów napędowych zachowania. Ergi pozwalają nabywać skłonności do reagowania na pewne klasy obiektów łatwiej niż na inne, doświadczać określonej emocji w stosunku do nich, zapoczątkować kierunek działania, które pewna określona aktywność spełniająca kończy w sposób bardziej kompletny niż jakakolwiek inna aktywność, można o nich wnioskować na podstawie sentymentów. Erg obejmuje preferowane drogi zachowania instrumentalnego, prowadzące do preferowanego celu, a podstawą jego zaspokojenia jest zdrowie fizyczne.
- sentymenty - nabyte struktury o charakterze cech, ukształtowane przez środowisko, które stanowią wynik oddziaływania czynników społeczno-kulturowych i są związane z doświadczeniem. Powodują, że patrząc na pewne obiekty doświadczamy emocji, są zorganizowane wokół ważnych obiektów kulturowych, wokół których narastają w ciągu życia jednostki, na ich podstawie można wnioskować o ergach.

- Cechy zdolnościowe są związane z efektywnością z jaką jednostka działa (inteligencja).
- Cechy temperamentalne to szybkość i wrażliwość emocjonalna.

### Źródła danych o osobowości
1. Dokumentacja życia - dane L. To rzeczywista dokumentacja zachowań w społeczeństwie, składają się na nią często oceny osób często stykających się z badaną osobą.
2. Kwestionariusz samoopisowy - dane Q. Obejmuje on wypowiedzi danej osoby o jej własnym zachowaniu, może wzbogacić dane L o informacje o psychice.
3. Test obiektywny - dane T, czyli stwarzanie specjalnych sytuacji, w których możliwa jest ocena zachowania danej osoby w sposób obiektywny.

### PojęcieJa
Według Cattela Ja to jeden z sentymentów, który w mniejszym lub większym stopniu odzwierciedlają postawy. Wiąże się ono z ekspresją większości lub wszystkich ergów i sentymentów. System sentymentów skoncentrowanych wokół ja odgrywa decydującą rolę w integracji osobowości, umożliwia powiązanie różnych ergów i sentymentów, stanowi niezbędne narzędzie do zaspokojenia większości zainteresowań życiowych. Musi występować w sieci dynamicznej, ma udział we wszystkich satysfakcjach związanych z sentymentami i ergami, ma dynamiczną zdolność kontrolowania jako sentyment naczelny innych struktur.